# Ugglehöjden
Ugglehöjden är ett naturreservat i Lekebergs kommun i Örebro län.
Området är naturskyddat sedan 1996 och är 148 hektar stort. Reservatet består av skog av tallklädda hällmarker och granskogar, myrar, tjärnar och sjön Sör-Ämten i norr.
Inspelningarna till serien Ronja Rövardotter från 2024 skedde delvis i Ugglehöjdens naturreservat samt i Sveafallen utanför Degerfors.